# Ferdinand Zecca
Ferdinand Louis Zecca (Paris, 1864 - Saint-Mandé, 23 de Março de 1947) foi um diretor, ator, roteirista e produtor de cinema francês pioneiro, autor de Histoire d'un crime. Dirigiu pelo menos 154 filmes ao longo de sua carreira.
Trabalhava como animador de café concerto, no Teatro Ambigu antes de ser contratado por Charles Pathé, durante a Exposição Universal de 1900, para trabalhar na cinematografia. Zecca rapidamente se tornou no homem de confiança de Pathé ao demonstrar uma grande capacidade comercial.
Realizou filmes de todo o género: comédias, filmes religiosos, históricos, "actualidades reconstituídas", cinema fantástico, ao modo de Georges Méliès, e, principalmente, filmes de caráter realista e melodramas ao gosto popular. Alguns dos seus filmes foram adaptações de romances de Émile Zola, como La Grève. Histoire d'un crime é considerado por muitos como a sua obra prima[carece de fontes?].
Em Le muet mélomane, de 1899, Zecca utilizou som sincronizado com um fonógrafo, de modo que pode utilizar efeitos sonoros cómicos pela primeira vez na história do cinema. É de Zecca, também, o primeiro flash-back do cinema, em Histoire d'un crime.
Trabalhou com alguns notáveis representantes do cinema pioneiro, como Lucien Nonguet (autor de La Révolution en Russie (um filme sobre a revolução de Odessa, que seria imortalizada depois no O Encouraçado Potemkin de Sergei Eisenstein), Gaston Velle (criador de efeitos especiais), André Heuzé, entre outros.
Durante a Primeira Guerra Mundial geriu a filial da Pathé nos Estados Unidos. De volta a França, fundou e dirigiu a secção de formato reduzido, que receberia o nome de "Pathé-Baby".
A partir de 1906, Zecca deixou de realizar e passou apenas a produzir os seus filmes.